# Yangisunda ramosa
Yangisunda ramosa är en insektsart som beskrevs av Zhang 1990. Yangisunda ramosa ingår i släktet Yangisunda och familjen dvärgstritar. Inga underarter finns listade i Catalogue of Life.